# James Michael Harvey
James Michael Harvey (Milwaukee, 20 oktober 1949) is een Amerikaans geestelijke en een kardinaal van de Rooms-Katholieke Kerk.
Harvey werd in 1975 door paus Paulus VI tot priester gewijd. In 1980 trad hij in dienst bij de Romeinse Curie. Hij was onder andere werkzaam bij het Staatssecretariaat van de Heilige Stoel. In 1994 werd hij Ereprelaat van Zijne Heiligheid.
Op 7 februari 1998 werd Harvey door paus Johannes-Paulus II benoemd tot prefect van de Prefectuur voor de Pauselijke Huishouding en titulair bisschop van Memphis. Zijn bisschopswijding vond plaats op 19 maart 1998. In 2003 werd hij benoemd tot titulair aartsbisschop van Memphis.
Harvey werd op 23 november 2012 benoemd tot aartspriester van de basiliek van Sint-Paulus buiten de Muren.
Harvey werd tijdens het consistorie van 24 november 2012 kardinaal gecreëerd.  Hij kreeg de rang van kardinaal-diaken. Zijn titeldiakonie werd de San Pio V a Villa Carpegna. Harvey nam deel aan het conclaaf van 2013, dat leidde tot de verkiezing van paus Franciscus.
Op 1 juli 2024 werd Harvey bevorderd tot kardinaal-priester. Zijn titeldiakonie werd tevens zijn titelkerk pro hac vice.